# VI Universiade invernale
La VI Universiade invernale (VI Talviuniversiadit) si è svolta dal 3 al 9 aprile 1970 a Rovaniemi, in Finlandia.

## Medagliere
Paese ospitante 
| Pos.   | Paese            | Oro | Argento | Bronzo | Totale |
| ------ | ---------------- | --- | ------- | ------ | ------ |
| 1      | Unione Sovietica | 13  | 16      | 8      | 37     |
| 2      | Stati Uniti      | 5   | 4       | 1      | 10     |
| 3      | Germania Ovest   | 3   | 1       | 5      | 9      |
| 4      | Cecoslovacchia   | 3   | 0       | 0      | 3      |
| 5      | Polonia          | 0   | 2       | 1      | 3      |
| 6      | Corea del Nord   | 0   | 1       | 1      | 2      |
| 7      | Austria          | 0   | 0       | 3      | 3      |
| 8      | Giappone         | 0   | 0       | 2      | 2      |
| 9      | Finlandia        | 0   | 0       | 1      | 1      |
| 9      | Francia          | 0   | 0       | 1      | 1      |
| Totale | Totale           | 24  | 24      | 23     | 71     |